# Hytop
Hytop – miasto w Stanach Zjednoczonych, w stanie Alabama, w hrabstwie Jackson. Utworzono je 17 maja 1991 roku.

## Demografia
Według spisu powszechnego z 2010 roku, populacja wynosiła 354 mieszkańców i wzrosła od 2000 roku, kiedy to mieszkało tam 315 osób. W roku 2023 liczba mieszkańców wzrosła do 448 osób, a gęstość zaludnienia do 75,9 osoby/km².